# آبشار سنگا
آبشار سنگا (به لاتین: Senga Falls) یک آبشار در ژاپن است که در کوفو، یاماناشی واقع شده‌است.